# Test Drive Wide Open
Test Drive Wide Open lub Test Drive Off-Road: Wide Open – wyścigowa gra video, trzecia część z serii Test Drive Off-Road. Test Drive Wide Open został wyprodukowany przez Angel Studios i wydany przez Atari, Infogrames na platformę PS2 i Xbox.

## Rozgrywka

### Pojazdy
W grze Test Drive Wide Open wszystkie pojazdy są licencjonowane, pojazdy dostępne w grze to samochody firmy:
- Chevrolet
- Dodge
- Ford
- Hummer
- Jeep

### Mapy
W Test Drive Wide Open gracz może się ścigać na trzech mapach w Wielkim Kanionie Kolorado, parku Yosemite i na Hawajach.

### Gra wieloosobowa
W trybie gry wieloosobowej można się ścigać tylko w 2 osoby i na podzielonym ekranie.